# جي. ن. وليمسون
جي. ن. وليمسون (بالإنجليزية: J. N. Williamson)‏ (17 أبريل 1932، إنديانابوليس في الولايات المتحدة - 8 ديسمبر 2005، نوبلسفيل في الولايات المتحدة)؛ روائي أمريكي.